# Düzyurd
Düzyurd är en ort i Azerbajdzjan. Den ligger i distriktet Gädäbäy rajon, i den västra delen av landet, 300 km väster om huvudstaden Baku. Düzyurd ligger 1 560 meter över havet och antalet invånare är 2 091.
Terrängen runt Düzyurd är kuperad. Närmaste större samhälle är distriktshuvudorten Gädäbäy, 4,2 km nordost om Düzyurd. 
I omgivningarna runt Düzyurd växer i huvudsak lövfällande lövskog. Runt Düzyurd är det ganska glesbefolkat, med 38 invånare per kvadratkilometer.